# 征韓論

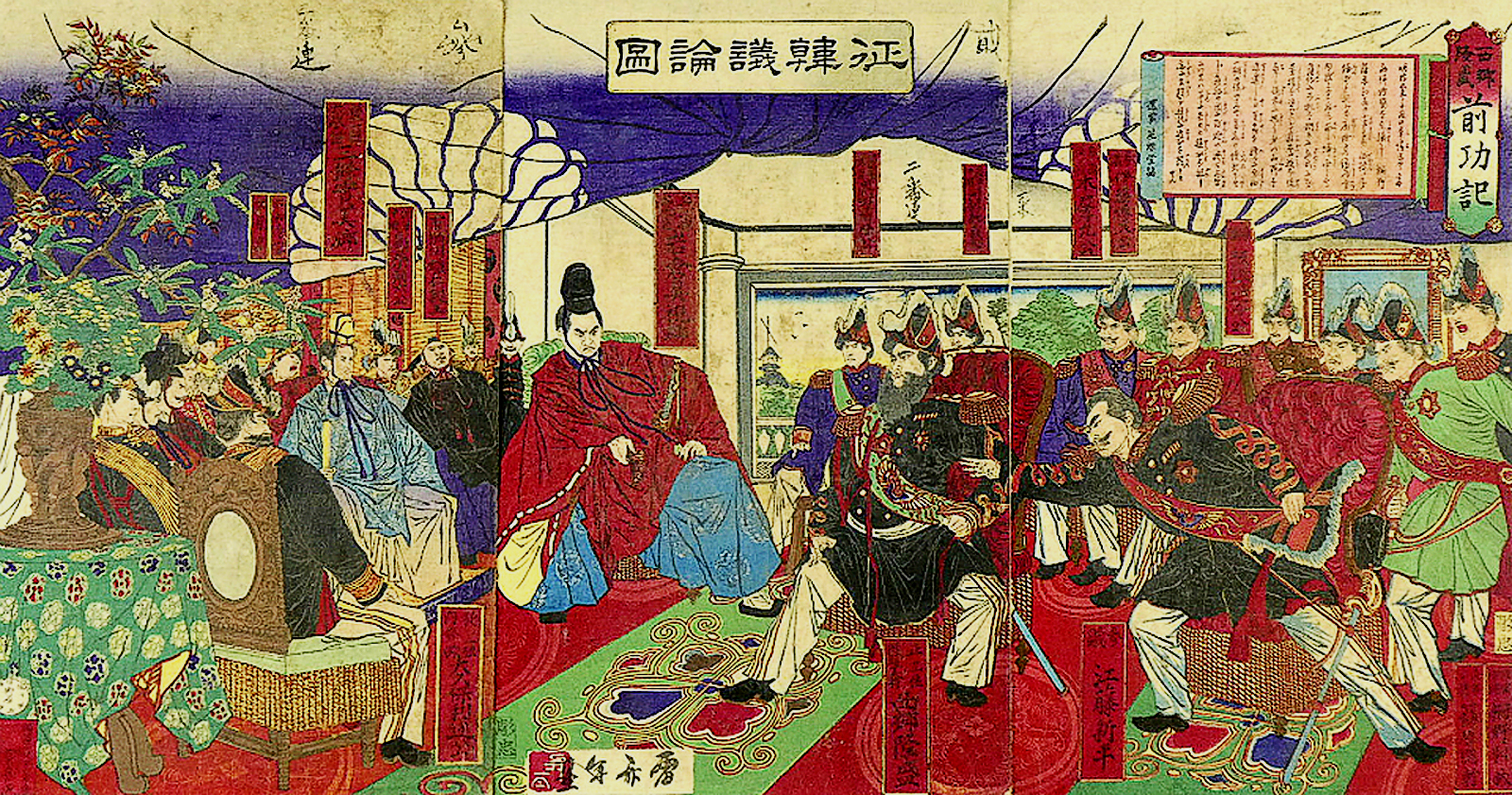
征韓議論圖，西郷隆盛坐於中央。明治10年（1877年）作。

征韓論，在日本幕末至明治初期，當時留守政府的領導者（未有隨岩倉使節團出訪歐美的維新領袖），如西鄉隆盛（學者毛利敏彥認為，西鄉本身並非主張對韓出兵，而是自己作為使節出使李氏朝鮮，勸其開國，也稱遣韓論。但該觀點遭到了學者田村貞雄等人的反駁）、板垣退助、江藤新平、後藤象二郎、副島種臣等，主張以武力迫使朝鮮半島開國。征韓論背後的目的也在於解決武士於明治維新後，嚴重的失業問題。

## 名稱
日語原文中即為征「韓」論，而非「朝鮮」，而當時仍為李氏朝鮮時期，早於1897年建立的大韓帝國。因為該詞來自與日本神話中神功皇后的「三韓征伐」。

## 背景
江戶時代後期，從國學及水戶學的一部分與吉田松蔭的觀點來看，他們提倡古事記、日本書紀所記述的：古代日本擁有朝鮮半島的支配權，並把這些觀點納入尊王攘夷運動的政治主張。自1811年（文化八年）將軍德川家齊就職時，改朝鮮使節節儀，拒其入國，自此之後兩國不復往來。

## 結果
明治維新後，日本藉新政府成立向朝鮮半島提出建交，當時朝鮮半島採取鎖國政策，只認清朝為皇帝，而日本國書中有「大日本皇帝」數字，朝鮮拒絕不受。於是國內的「征韓論」沸騰起來。1873年8月，雖然政府已決定派出西鄉作為往朝鮮的使節，卻被同年9月歸國岩倉使節團的大久保利通、岩倉具視及木戶孝允以時機尚早為由反對。同年10月遣使韓國的決定被取消。結果西鄉、板垣等征韓派一同下野（引發起明治六年政變）。他們成為1874年的佐賀之亂至1877年的西南戰爭的士族不滿及自由民權運動的起點。由這次的政爭，也可以看出留洋派與留守派間因為經歷與所處環境不同，對於政策走向看法的歧異。